# Mario Graneri-Clavé
Pour les articles homonymes, voir Clavé.
Mario Graneri-Clavé est un écrivain français contemporain bordelais. 

## Biographie
Professeur de lettres, il devient inspecteur de l'enseignement technique pour les académies de Strasbourg, de Limoges et de Bordeaux.

## Œuvres
- Burdigala – chronique des années de rupture,
- Mauvaises passes,
- Vents du Sud tomes I & II Editeur : Loubatières Parution du tome 1 en avril 2007 et du tome 2 en avril 2008
- Je m'appelle Juana Morente, traduction en espagnol : "Mi madre, "La Juana"édition Milieno.
- Le Dictionnaire de Bordeaux sous la direction de Mario Graneri-Clavé Édition Loubatières 2006   (ISBN 2-86266-478-2)
- Lucien les petits bateaux édition de la Caisse d'Epargne,
- La Poudrerie, édition Bordulot, avec la coopération de Jean Morente,
- La bataille de l'empereur, édition Bordulot.
- Notes et silence(s), en collaboration avec Guy Lacher, professeur de médecine.